# Ромоальд I (герцог Беневентський)
Ромоальд I (†677), герцог Беневентський (662–677), син короля лангобардів Грімоальда I.
Ромоальд влаштував заручення своєї сестри Гізи з Візантійським імператором Констансом II, однак візантійці осадили Беневенто. Сили Ромоальда закінчувались, але його батько прибув на допомогу і відвернув загрозу. Після цього Ромоальд захопив Таранто і Бриндізі, ослабивши таким чином візантійський вплив у регіоні.
Ромоальду спадкував його син від Теодради, дочки герцога Фріульського Лупуса — Грімоальд II.